# Sympycnus albicinctus
Sympycnus albicinctus är en tvåvingeart som beskrevs av Octave Parent 1932. Sympycnus albicinctus ingår i släktet Sympycnus och familjen styltflugor.
Artens utbredningsområde är Bolivia. Inga underarter finns listade i Catalogue of Life.